# جورج مارشال (ممثل)
جورج مارشال (بالإنجليزية: George Marshall)‏ هو كاتب سيناريو ونقابي ومنتج أفلام ومخرج وممثل أمريكي، ولد في 29 ديسمبر 1891 بشيكاغو في الولايات المتحدة، وتوفي في 17 فبراير 1975 بلوس أنجلوس في الولايات المتحدة بسبب ذات الرئة.

## أعمال

### أفلام
- (1932) حزم مشاكلك
- (1962) كيف غلب الغرب[5][6]
- (1963) شرط بابا الرقيق

## وصلات خارجية
- جورج مارشال على موقع IMDb (الإنجليزية)
- جورج مارشال على موقع الموسوعة البريطانية (الإنجليزية)
- جورج مارشال على موقع ألو سيني (الفرنسية)
- جورج مارشال على موقع تيرنر كلاسيك موفيز (الإنجليزية)
- جورج مارشال على موقع أول موفي (الإنجليزية)
- جورج مارشال على موقع قاعدة بيانات برودواي على الإنترنت (الإنجليزية)
- جورج مارشال على موقع قاعدة بيانات الأفلام السويدية (السويدية)
- جورج مارشال على موقع إن إن دي بي (الإنجليزية)
- جورج مارشال على موقع قاعدة بيانات الفيلم (الإنجليزية)
- جورج مارشال على موقع كينوبويسك (الروسية)